# Ashington
Ashington este un oraș în comitatul Northumberland, regiunea North East England, Anglia. Orașul se află în districtul Wansbeck a cărui reședință este.